# Янувек (Вроцлавський повіт)
Янувек (пол. Janówek, нім. Ober-Johnsdorf) — село в Польщі, у гміні Йорданув-Шльонський Вроцлавського повіту Нижньосілезького воєводства.
Населення — 163 особи (2011).
У 1975-1998 роках село належало до Вроцлавського воєводства.

## Демографія
Демографічна структура станом на 31 березня 2011 року:
|          | Загалом | Допрацездатний вік | Працездатний вік | Постпрацездатний вік |
| -------- | ------- | ------------------ | ---------------- | -------------------- |
| Чоловіки | 84      | 17                 | 59               | 8                    |
| Жінки    | 79      | 13                 | 44               | 22                   |
| Разом    | 163     | 30                 | 103              | 30                   |